# Europæisk politisk parti
Europæisk politisk parti er et politisk parti på EU-niveau. De europæiske partier er paraplyorganisationer for nationale partier fra europæiske lande, og kan søge støtte fra EU til sin virksomhed. Partierne har blandt andet som formål at bidrage til etableringen af politiske grupper i Europaparlamentet.

## Historie
De første europæiske partigrupperinger i EU, var forløberen til De Europæiske Socialdemokrater i 1974, og forløberne til Det Europæiske Folkeparti og til Alliancen af Liberale og Demokrater for Europa, begge i 1976. Den første europæiske samling af grønne partier som forløber til Det Europæiske Grønne Parti skete i 1993. Det Europæiske Venstreparti blev grundlagt i 2004.
EU-traktaten Art. 191, tidligere 138 A har siden Maastricht-traktaten haft denne bestemmelse (dansk ordlyd):
«Politiske partier på europæisk plan er vigtige som en integrationsfaktor inden for Unionen. De bidrager til en europæisk bevidstgørelse og til at udtrykke unionsborgernes politiske vilje.»

## Krav og opgaver
For at et europæisk parti skal kunne dannes, kræves det at partiet findes i mindst en fjerdedel af EU's medlemsstater (det vil sige 7 af de 27 lande) og har fået mindst tre procent af stemmerne i hver af dem. Det europæiske parti repræsenterer dermed flere nationale partier. Et europæisk parti skal vælge sin ledelse demokratisk. Det skal støtte blandt andet principperne om frihed, demokrati og menneskerettigheder som de er defineret i EU-traktaten. Partiet skal have som formål at deltage i valg til Europa-Parlamentet. Partiet skal opgive alle gaver over 500 euro.
For at et parti skal være europæisk efter EU-traktaten Art. 191 skal det for det første befatte sig med europæiske temaer, men det er ikke nødvendig at partiet er positiv over for EU. For det andet skal partiet være med til at danne en gruppe i Europaparlamentet alene eller i samarbejde med andre europæiske eller nationale partier.
Opgaverne for de europæiske partier omfatter blandt andet udarbejdelse af valgprogrammer til valgene til Europa-Parlamentet, hovedpunkter i arbejdet til de politiske grupper i Europaparlamentet og samarbejd med regeringscheferne forud for møder i Det Europæiske Råd som er EUs topmøde.

## Finansiering
Partier som tilfredsstiller de krav som stilles til et europæisk parti, kan søge støtte fra EU til sin drift.

## Europæiske partier
Per 2018 var der ved The Authority for European Political Parties registreret 10 europæiske partier.
- Det Europæiske Folkeparti, kristelig-demokratisk, konservativt.
- Alliancen af Liberale og Demokrater for Europa (parti), liberalt.
- Alliancen af Europæiske Konservative og Reformister, euroskeptisk, konservativt.
- De Europæiske Socialdemokrater, socialdemokratisk.
- Det Europæiske Grønne Parti.
- Bevægelsen for Nationernes og Frihedens Europa, euroskeptisk, højreorienteret.
- Det Europæiske Venstreparti, demokratisk socialistisk.
- Europæiske Frie Alliance, regionorienteret.
- Det Europæiske Demokratiske Parti, centrumsorienteret, EU-venlig.
- European Christian Political Movement, kristelig-demokratisk.